# Musa Mohamad
Musa bin Mohamad (Jawi: موسى بن محمد) (Bagan Datuk, Perak; 29 de noviembre de 1943 - Petaling Jaya, 8 de junio de 2024) fue un político malasio que fue uno de los miembros del Consejo Supremo de la UMNO entre 2000 y 2003. También fue el ministro de Educación y Vicecanciller de la Universidad Sains Malasia 

## Educación
Mohamad obtuvo su Licenciatura en Farmacia en la Universidad de Singapur en 1962 y su Maestría en Tecnología Farmacéutica de la Universidad de Londres en 1972.

## Carrera
Mohamad tuvo más de 20 años de experiencia en enseñanza y administración académica en la Universiti Sains Malaysia. Fue decano fundador de Farmacia de la Universiti Sains Malaysia (USM) de 1975 a 1979. También fue Vicerrector Adjunto (Académico) antes de ser nombrado Vicecanciller de 1982 a 1998.

## Política
Mohamad fue nombrado Senador en 1999 por el Primer Ministro de Malasia, Tun Dr. Mahathir Mohamad. Luego fue designado como Ministro de Educación de 1999 a 2003. Tun Abdullah Ahmad Badawi extendió su posición ministerial hasta 2004.

## Retiro y fallecimiento
Después de retirarse del gobierno, fue nombrado Presidente de varias corporaciones como Polyglass, Universiti Telekom Sdn Bhd (también como director). También fue Presidente Independiente y No Ejecutivo de Pelikan International Corporation Berhad de 2005 a 2012.
Mohamad falleció el 8 de junio de 2024, a los 81 años, a causa del Mieloma Múltiple.

## Premios
Mohamad recibió siete doctorados honoríficos en ciencias por parte del University College of Science and Technology (KUSTEM), University Malaysia Sabah (UMS), North Malaysia Engineering University College (KUKUM), Science University of Malaysia (USM); en ciencias del conocimiento por Multimedia University (MMU); en filosofía por University College Tun Hussein Onn (KUITTHO); y en educación por UCSI University. Tan Sri Musa también fue miembro honorario de la Sociedad Farmacéutica de Malasia y de la Academia de Ciencias.

### Honores de Malasia
Compañero de la Orden de Lealtad a la Corona de Malasia (JSM) (1981)
 Comandante de la Orden de Lealtad a la Corona de Malasia (PSM) – Tan Sri (1994)
 Compañero de la Orden del Defensor del Estado – Dato' (DMPN)
 Comandante Caballero de la Orden de Cura Si Manja Kini (DPCM) – Dato' (1985)
 Gran Comandante Caballero de la Orden de la Corona del Estado de Perak (SPMP) – Dato' Seri (2000)